# جان کراکائر
جان کراکائر (به انگلیسی: Jon Krakauer) (متولد ۱۲ آوریل ۱۹۵۴) نویسنده و کوهنورد آمریکایی است که به خاطر آثارش در مورد طبیعت وحشی و بیرونی، به خصوص صعود از کوه، مشهور است. او پدیدآور آثار غیرداستانی پرفروشی همچون «به سوی طبیعت وحشی»، «به سوی هوای رقیق»، «زیر پرچم بهشت» و «جایی که مردان افتخار کسب می‌کنند» و همین‌طور تعداد زیادی مقاله چاپ شده در مجلات است. او عضو اردوی نحسی بود که در سال ۱۹۹۶ به اورست صعود کرد؛ صعودی که به «فاجعه ۱۹۹۶ کوه اورست» مشهور شد و یکی از مرگبارترین فجایع تاریخ کوهنوردی اورست محسوب می‌شود. او بر اساس این تجربه، کتاب به سوی هوای رقیق را نوشت.

## در رسانه‌ها
بر اساس کتاب‌های او فیلم‌های به‌سوی طبیعت وحشی و به سوی هوای رقیق و نیز فیلم اورست ساخته شده‌است.